# Grønbjerg (Ringkøbing-Skjern)
Grønbjerg is een plaats in de Deense regio Midden-Jutland, gemeente Ringkøbing-Skjern. De plaats telt 373 inwoners (2008). Het dorp ligt aan de voormalige spoorlijn Ringkøbing  Holstebro Syd. Het stationsgebouw is bewaard gebleven. 